# 公明 (趙氏)
公明是晋国六卿中赵氏领袖。公明為叔帶下傳四世孫。生二子，有共孟，趙夙。

## 简介
叔带之后，中间世系不明，事迹不详，在《史记》中没有记载，在《世本》中记载：“公明生共孟和趙夙，趙夙生趙衰。”